# Larrazet
Larrazet – miejscowość i gmina we Francji, w regionie Oksytania, w departamencie Tarn i Garonna.
Według danych na rok 1990 gminę zamieszkiwały 514 osoby, a gęstość zaludnienia wynosiła 34 osób/km² (wśród 3020 gmin regionu Midi-Pireneje Larrazet plasuje się na 579. miejscu pod względem liczby ludności, natomiast pod względem powierzchni na miejscu 763.).